# Вегеле, Франц Ксавер фон
Франц Ксавер фон Вегеле (нем. Franz Xaver von Wegele; 1823—1897) — немецкий историк, академик Баварской академии наук; автор книги о Данте и ценного исследования «История немецкой историографии» («Geschichte der deutschen Historiographie»; 1885).
Родился в Ландсберг-ам-Лехе (1823). Был профессором истории в Вюрцбурге и членом Исторической комиссии при Мюнхенской академии наук, в работах которой принимал участие при издании биографической энциклопедии в 56 томах «Allgemeine Deutsche Biographie» (Лейпц., 1875 и след.) и «Forschungen zur deutschen Geschichte».
Из исторических работ фон Вегеле наибольший интерес, по мнению авторов ЭСБЕ, представляют следующие:
- «Гёте как историк» («Goethe als Historiker»; Вюрцбург, 1875);
- «История Вюрцбургского университета» («Geschichte der Universität Würzburg»; 2 ч., Вюрцб., 1882);
- «Жизнь и творчество Данте Алигьери» («Dante Alighieri’s Leben und Werke»; 3 изд., Йена, 1879; перев. на русский язык А. Н. Веселовским, М., 1881) — обстоятельное изображение жизни и сочинений итальянского поэта, деятельность которого Вегеле старался выяснить изучением той литературной, общественной и политической среды, среди которой действовал Данте;
- «История немецкой историографии» («Geschichte der deutschen Historiographie»; Мюнхен и Лейпциг, 1885) — первая попытка нарисовать развитие немецкой исторической науки со времён гуманизма до времени автора, причём особенное внимание автор обращал на работы XVII и XVIII вв., новейшая же историография разработана в более общих чертах.